# Ramiro Mendes
Ramiro Mendes (Ramiro de Rosa Mendes, nascido em 1961) é um músico, compositor, multi-instrumentista, arranjador, produtor musical, cantor e autor cabo-verdiano que, juntamente com o seu irmão João, formou os Mendes Brothers.

## Biografia
Ramiro Mendes nasceu na pequena aldeia de Palonkon, na Ilha do Fogo, Cabo Verde. Juntamente com o irmão, João, imigraram para os Estados Unidos em 1978. Estudou arranjos comerciais e banda sonora de filmes no Berklee College of Music (Faculdade Berklee de Música) em Boston. A dupla Mendes Brothers foi formada em Brockton, Massachusetts.
Como compositor participou em vários discos de artistas como Cesária Évora, Tito Paris e Maria de Barros.
Um dos pontos altos da sua carreira musical é uma canção de 1997 do antigo presidente do Haiti, Michel Martelly, chamada Pa Manyen. Esta canção é baseada em "Angola", composta por Ramiro Mendes, gravada pela primeira vez por Cesária Évora.
A sua composição de "Angola" ajudou Cesária Évora a conquistar o seu primeiro disco de ouro em França.

## Discografia
Os registos dos irmãos Mendes incluem:
- 1992 - Lenbransa'l Mudanca. Nováfrica (Ramiro Mendes a solo)
- 1995 - Bandera. MB Records
- 1995 - Palonkon. MB Records
- 1996 - Torri Di Control. IMP Classics
- 1999 - Satelite Zamby. MB Records
- 2005 - Cabo Verde/Kabu Verdi. MB Records
- 2010 - Porton De Regresso, Vol. 1 [The Gate of Return, Vol. 1]. MB Records

### Video
- Mendes Brothers "30 Year Anniversary Concert" in Cape Verde no YouTube. Concerto de aniversário de 30 anos dos irmãos Mendes em Cabo Verde. Duração do vídeo 47m:36s. Carregador: Mendes Brothers, 2016. Consultado em 1 de outubro de 2024.
- Cesaria Evora - Angola (20th Anniversary Edition) no YouTube. Cesaria Evora - Angola (Edição do 20º Aniversário). Duração do vídeo 04m:32s. Carregador: Lusafrica, 2017. Consultado em 1 de outubro de 2024.